# Lee Hae Ri
Lee Hae Ri (이해리, kunstnernavn: Haeri, født 14. februar 1985 i Seoul) er en sydkoreansk sangerinde. Hun er medlem af den koreanske kvindelige duo Davichi. Foruden en musikalsk karriere har hun medvirket i (især musikalske) TV shows.
Hun er sopran og behersker sin stemme perfekt. Hun har ingen svage tonelejer og spænder fra A3/Bb3 til F5/F#5. Musikalsk er hun lige stærk solo og i duoen.

## Karriere
Hae-Ri har haft en parallel karriere som medlem af duoen Davichi og som solist.

### Debut: 2008-2010
Den 4. februar 2008 fik Hae-Ri sin debut med udgivelsen af Davichis første album "Amaranth", efterfulgt af sangene "I Love You Even Though I Hate You" og "Sad Promise". Davichi opnåede hurtigt stor opmærksomhed som årets debut. Pladen blev genudgivet i en sommerudgave, "Vivid Summer Edition", den 7. juli samme år, og sangen "Love and War" oplevede enorm popularitet og blev en topsang i det første år af hendes og duoens debut. 
I 2009 præsenterede Davichi sit minialbum (EP) "Davichi In Wonderland" (udgivet 5. marts), og sangene "8282" og "Accidentary" blev store hits i dette år, da de udkom. Med dette album vandt Davichi topprisen i 2009 Seoul High Prize Grand Prize. Davichi medvirkede med et OST (Original Soundtrack) i dramaet "Take Care of My Girlfriend" det år, og både sangen "Hot Stuff" og dramaet opnåede stor popularitet. 
Det følgende år den 6. maj 2010 udkom EP-albummet "Innocence". Sangen "From Me To You" blev et hit. Andre sange dette år var "Breaking up twice" (på en plade i anledning af sanger Seung-hoon Shins 20-årsdag) og "Time, Please Stop". Bortset fra sin debut i 2008 deltog duoen i komponisten Jo Young-sus album "Nostalgia Nostalgia" og sang i dramaet "East of Eden" OST "Hongu 1".

### 2011
I januar 2011 medvirkede Hae-Ri som sanger på en sang af komponisten E-Tribe Project, "At That Time, I Will Live." I februar i det år spillede hun rollen som "Lin" i den musikalske "Tears of Heaven", som blev et varmt emne med JYJs Kim Junsoo, hvor hun sang sangen "Can You Hear Me?". I midten af maj blev et comeback planlagt som "Davichi", men det siges, at comebacket blev forsinket af sangerne Fiboldos og Tiara fra samme agentur. Den 29. august udkom Davichis minialbum "Love Delight" og gav duoen et comeback. Titelsangen "Do not Say Goodbye", skrevet af Jeon Hae-sung, opnåede stor og vedvarende popularitet. I oktober tog Hae-Ri sit første skridt som sanger, sangskriver og medforfatter ved at medvirke ved dramaet "Poseidon" med sangen "The Person I Love" skrevet og komponeret af hende selv. På dette tidspunkt begyndte medlemmerne af Davichi at lave deres egne musikalske aktiviteter, som de ønskede. Hae-Ris anden medvirken, i "Mozart, l'opéra rock" i rollen som Constanze, var også en succes.

### 2012
I februar 2012 arbejder hun som et digitalt enkelt stykke "Thinking of Me" af en elektrolytisk komponist. I april medvirkede Hae-Ri ved indspilningen af Yangpas digitale single ""Love Is All The Same"".  I august blev der indgået en kontrakt med selskabet Core Content Media, hvor der var en konflikt med agenturet, men i sidste ende lavede gruppen en ny kontrakt med deres manager fra Core Content Media. Hae-Ri medvirkede både ved indspilning og ved offentlige fremførelser af sangen "Poison", i projektet "The SeeYa ft. Lee Hae-ri".

### 2013
I februar 2013 blev KBS2 drama "Iris 2" OST "Do not know" annonceret. Den 18. marts udkom Davichis 2. album "Mystic Ballad". Sangen "Turtle" opnåede stor popularitet. Også sangene "Just The Two Of Us", "Be Warned (ft. Verbal Jint)" og "The Letter" (skrevet af Jeon Hae-sung) opnåede en vis popularitet.

### 2014
Den 19. juni 2014 udkom Davichis minialbum (CD) "6,7". Samme år medvirkede Hae-Ri i stykket "Hero" i rollen som Seol-hee.

### 2015
Den 21. januar 2015 udkom Davichis minialbum (CD) "Davichi Hug".

### 2016
Den 13. oktober 2016 udkom Davichis minialbum (CD) "50 x Half".

### 2017
Den 19. april 2017 udgav Hae-Ri sit første soloalbum, "h", blandt andet med sangen "Hate That I Miss You".

### 2018
Den 26. januar 2018 udkom Davichis 3. album "&10".

## Diskografi

### Singler
- [2011.01.27] Geuttae Nan Saneungeoya (그때 난 사는거야; Then I'll Live)
- [2011.03.08] Tears of Heaven OST (Korean Ver.) (천국의 눈물OST (한국어 Ver.))
- [2011.10.18] Poseidon OST Part.3 (포세이돈)
- [2012.04.05] Sarangeun da Geureongeoraeyo (사랑은 다 그런거래요) (Yangpa & Davichi (Lee Hae Ri) & HANNA)